# Система розробки з магазинуванням руди

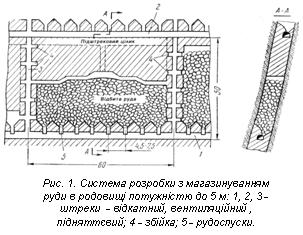

Система розробки з магазинуванням руди (рос. система разработки с маганизированием руды; англ. ore mining system with shrinkage; shrinkage stoping нім. Firstenstoßbau mit Magazinierung (Magazinabbau)) — система підземної розробки рудних родовищ.
Включає варіанти:
- зі шпуровою відбійкою — відробка камер (блоків) за простяганням або вхрест простяганню (при великій потужності) рудного тіла шляхом виїмки стелеуступними або суцільними вибоями, що оббурюються безпосередньо з поверхні замагазинованої руди. Горизонт вторинного дроблення звичайно не влаштовується, крупні грудки подрібнюються;
- з відбійкою глибокими свердловинами — відробка камер з горизонтальною пошаровою відбійкою руди зарядами ВР, які розташовані в глибоких свердловинах, що пробурені зі спеціальних виробок.

С.р.м.р. в очисному просторі включає варіанти:
- — з відбійкою руди з очисного простору;
- — з відбійкою руди зі спеціальних виробок.

П е р ш и й варіант (рис.1) призначений для крутоспадних жильних родовищ потужністю 0,5-2,3(5) м, з витриманим заляганням, і стійкою рудою. Ці системи є найбільш ефективними з усіх систем розробки. Тому вони знаходять широке розповсюдження. На тонких і малопотужних родовищах виїмку руди ведуть без ціликів, в родовищах середньої потужності залишають міжкамерні і міжповерхові цілики. Відбійка руди в камері починається з підсічного простору і ведеться підняттєвими шпурами. Відбита руда тільки на 30-40 % випускається з камери-магазину, з тим щоб утворити робочий простір висотою бл. 2 м. Інша частина руди тимчасово залишається в камері і слугує засобом підтримки вмісних порід та платформою для виконання робітниками певних технологічних операцій. Продуктивність праці залежить від міцності руди і потужності рудного тіла і змінюється від 1,5 до 6 м3/зміну.
При д р у г о м у варіанті відбійка руди ведеться не з очисного простору, а з спеціальних виробок невеликого перетину в рудному масиві. Робочі на відбитій руді не знаходяться і вона слугує тільки засобом підтримки порід. Невеликі відслонення руди в очисному просторі не мають суттєвого значення. Тому ці системи розробки можна застосовувати на менш стійких рудах. Великий обсяг підготовчих виробок обмежує область застосування систем г.ч. потужними родовищами. Відбійка руди ведеться шпурами великого діаметра або свердловинами, а іноді й камерними зарядами. Значний вихід негабариту обумовлює необхідність обладнання горизонту повторного дроблення. Втрати на збіднення (розубоження) руди при цих системах розробки дещо вищі в порівнянні з першим варіантом. Схема відбійки з застосуванням глибоких свердловин приведена на рис.2.
Продуктивність праці робітника у вибої досягає 12-15 м3/зміну. Відпрацювання ціликів 5 та 6 ведеться з підповерховою та надповерховою відбійкою руди в другу стадію. Двостадійне відпрацювання різко знижує ефективність системи.
В цілому С.р.м.р. має обмежену область застосування: кут падіння рудного тіла не менше 60-65о, правильний контур, мінімальна ширина очисного простору 1 м, руда, яка не потребує сортування і не схильна до злежування та самозаймання.